# 로리 왕국
로리 왕국(아르메니아어: Լոռու թագավորություն) 또는 키우리키안 왕국, 타시르-드조라게트 왕국(아르메니아어: Տաշիր-Ձորագետի Թագավորություն Tashir-Dzorageti t'agavorut'yun)은 현대의 아르메니아, 아제르바이잔, 조지아의 영토에 있던 중세 아르메니아의 왕국이다. 키우리케라는 이름은 "Gurgen"을 현지 발음으로 읽은 것으로, 이 왕조의 초대 국왕 이름이다.

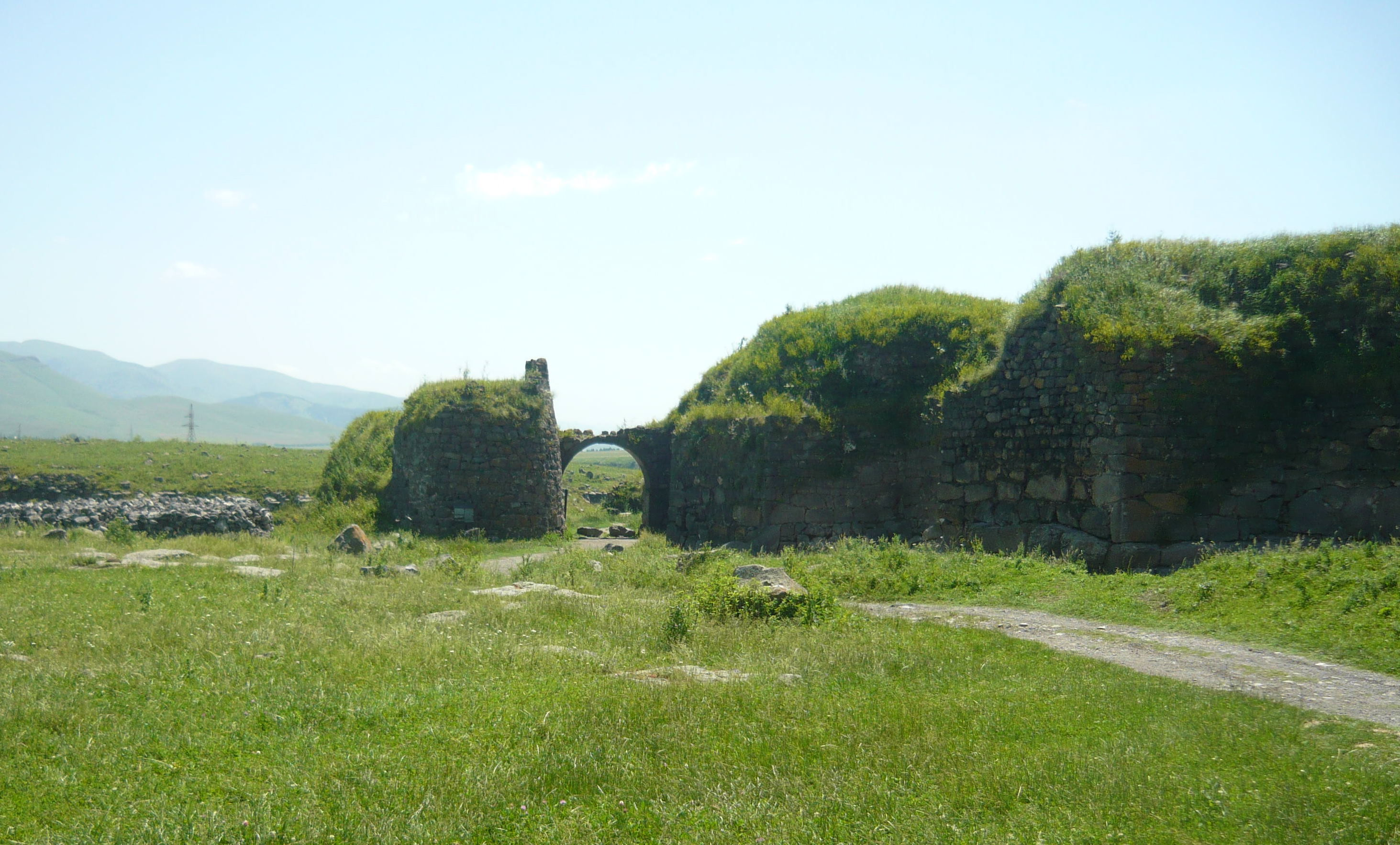
로리 베르드

979년 아르메니아 왕국의 슴바트 2세는 타시르 지방을 그의 형제인 그루겐(키우리케)에게 왕위 영토로 하사했다. 이 가문은 나중에 아니(Ani)라는 가문으로 나와서 오래 살아 남는다. 이 왕국은 다비드 1세(989~1048) 왕이 트빌리시 토후국과 간자를 점령하면서 강성해졌고 이후 왕궁을 삼스빌데(Samshvilde)로 옮긴다. 나중에 그는 아니 가문에서 나와 따로 통치하려고 했으나 가기크 1세가 그를 막게 된다. 그의 땅은 몰수되었고 나중에 "땅이 없는"이라는 뜻을 가진 "Anhoghin"이라는 칭호를 얻었다. 나중에 다비드는 비잔티움 제국에게 쿠로팔라테스라는 칭호를 얻은 키우리케 2세에게 왕국을 물려준다.
1065년에는 수도를 로리 베르드로 옮겼으며, 1118년에는 조지아 왕국에게 병합당한다.

## 같이 보기
- 구가르크